# Китрская, Катеринийская и Платамонская митрополия
Ки́трская, Катери́нийская и Платамо́нская митрополия (греч. Ιερά Μητρόπολις Κίτρους, Κατερίνης και Πλαταμώνος) — епархия «Новых территорий» Элладской православной церкви, также соподчинённая Константинопольской православной церкви.

## История
В VII веке Пиднский епископ перенёс резиденцию из современной местности Лулудьес в крепость Китра, построенную при императоре Юстиниане I на месте древней Пидны (близ современного городка Макрийялос). Пиднская епископия подчинялась Фессалоникийской митрополии, входившей в диоцез Иллирик, который в 731/732 годы перешёл из юрисдикции Римской Церкви в ведение Константинопольского Патриархата. В средневизантийский период за Пиднской епископией закрепилось название Китрской. В «Тактиконе» императора Льва III Исавра (IX век) Китрская епископия находится на последнем месте среди 19 епископий, подчиненных Фессалоникийской митрополии, но с начала X века в остальных нотициях она занимает 1-е место среди 11 епископий. Это положение Китрская епископия сохраняла и в XIX века.
В XV веке из-за угрозы нападений пиратов жители Китры переселились дальше от побережья, на место современного городка Китрос. Туда же была перенесена епископская кафедра. В последней четверти XVIII века епископская кафедра была перенесена в Колиндрос, а в 1904 году — в быстро развивавшийся город Катерини.
В октябре 1912 года территория епархии вошла в состав Греческого королевства. После поражения греческой армии в греко-турецкой войне 1919—1922 года население Китрской и соседних епископий значительно увеличилось за счет беженцев из Малой Азии и Восточной Фракии. В связи с этим в 1924 году эти епархии были возведены в ранг митрополий. В том же году были установлены новые границы Китрской митрополии с Веррийской, которой были переданы некоторые сёла, находившиеся в северной части Китрской епископии. В 1928 году был канонически закреплен переход Китрской митрополии вместе с другими епархиями «новых земель» из юрисдикции Константинопольского Патриархата в состав Элладской Православной Церкви.
В 1933 году Священный синод Элладской православной церкви издал постановление о присоединении Китрской митрополии к Веррийской. Однако это решение вызвало многочисленные протесты и было отменено. Епархия сильно пострадала во время немецкой оккупации, в том числе в 1943 году был разрушен монастырь преподобного Дионисия Олимпийского, в монастыре пресвятой Богородицы Макриррахис был устроен концлагерь; 6 приходских священников были казнены.
После того как Китрской митрополии были переданы селения Айос-Димитриос (1955), Каталония и Элафос (1970), её границы полностью совпали с административными границами нома Пиерия. С 1977 года эта епархия именуется Китрской и Катеринийской митрополией, а с 1996 года — Китрской, Катеринийской и Платамонской митрополией.

## Епископы
- Герман (упом. в 870 и 879)
- Константин (XI в.)
- неизвестный по имени (между 1090 и 1108)
- Лев (XII в.)
- Иоанн Сикунтин (2-я пол. XIII — нач. XIV в.)
- Георгий (упом. в 1329)
- Иаков (упом. в 1341)
- Григорий (?-1382)
- Феофил, Феодор (упом. в 1453)
- Неофит (упом. в 1486)
- Софроний (после 1543 — до 1560)
- Дамаскин (упом. в 1560/1661 и 1564/1565)
- Лукиан (упом. в 1567 и 1570)
- Зосима (1572 или не позднее 1590—1607)
- Иеремия (? — до 1612)
- неизвестный по имени (1612—1615)
- Иеремия (повторно в 1615—1618)
- Максим (1-я четв. XVII в.)
- Анфим (упом. в 1649)
- Иоанн (?)
- Иоаким (1662—1679)
- Афанасий (1700—1715)
- Аввакум (упом. в 1720)
- Афанасий (упом. в 1725)
- Дионисий (упом. между 1767 и 1769)
- Констанций (1784-?)
- Косма (посл. четв. XVIII в.)
- Игнатий (? — 1791)
- Захария (1791 — после 1801)
- Мелетий I (Кириакос) (1812—1821)
- Кирилл (ноябрь 1821—1838)
- Самуил (1838—1840)
- Мелетий II Византийски (сентября 1840 — 15 октября 1846)
- Григорий (ноябрь 1846 — 19 июля 1853)
- Феоклит (июля 1853 — августа 1865)
- Филарет Византийский (августа 1865 — 21 января 1871)
- Дорофей (25 марта 1871 — 12 марта 1873)
- Мелетий (Кавасилас) (март 1873—1875)
- Николай (Лусис) (6 апреля 1875 — июль 1878)
- Иоанникий (Маргаритиадис) (июль 1878 — сентябрь 1885)
- Леонтий (Элефтериадис) (29 сентября 1885 — 12 августа 1893)
- Николай (Саккопулос) (ноябрь 1893 — 16 апреля 1896)
- Феоклит (Папаиоанну) (23 августа 1896 — 18 февраля 1904)
- Парфений (Вардакас) (19 февраля 1904 — 25 февраля 1933)
- Константин (Койдакис) (23 марта 1934 — 31 января 1954)
- Варнава (Дзордзатос) (28 мая 1954 — 19 августа 1985)
- Агафоник (Фатурос) (24 ноября 1985 — 12 ноября 2013)
- Георгий (Хризостому) (с 1 сентября 2014).